# 楊鳳 (清朝)
楊鳳（？—1854年），又名應龍，字隆喜，貴州桐梓九縣人，清咸豐年間農民軍首領。世居九坝场，衙役出身，利用齋教號召群眾。
清文宗咸豐四年（1854年）八月楊鳳、陳壽、李時榮等人以反對“折徵”起義，皆以黃巾包頭，自稱「黃兵」。
不久，攻占黔北桐梓、仁懷，又與遵義大溪里（今山盆鎮）舒裁縫合兵，發展至二萬人，尊舒光富為皇帝，史稱「齋教起義」。雲貴總督羅繞典率清兵來攻，「黃兵」遂南退歸化（今紫雲苗族布依族自治縣）、羅斛（今羅甸）、麻哈（今麻江）、餘慶等地，最後在龍溪作戰失利，楊鳳被俘，處死。